# Gnophos palaestinensis
Gnophos palaestinensis är en fjärilsart som beskrevs av Calberla 1891. Gnophos palaestinensis ingår i släktet Gnophos och familjen mätare. Inga underarter finns listade i Catalogue of Life.